# Episodi di Witchblade (seconda stagione)
La seconda stagione della serie televisiva Witchblade, composta da 12 puntate, è andata originariamente in onda negli Stati Uniti dal 16 giugno 2002 al 26 agosto 2002 sul canale TNT.
In Italia è stata trasmessa  per la prima volta dal canale satellitare Duel TV nel 2004 e, pochi mesi dopo, in chiaro da Italia 1.
| nº | Titolo originale | Titolo italiano       | Prima TV USA   | Prima TV Italia |
| -- | ---------------- | --------------------- | -------------- | --------------- |
| 1  | Emergence        | Emersione             | 16 giugno 2002 | 2004            |
| 2  | Destiny          | La lancia del destino | 19 giugno 2002 | 2004            |
| 3  | Agape            | L'infiltrato          | 17 giugno 2002 | 2004            |
| 4  | Consectatio      | Il cacciatore         | 24 giugno 2002 | 2004            |
| 5  | Static           | Abisso                | 1º luglio 2002 | 2004            |
| 6  | Nailed           | Inchiodato            | 8 luglio 2002  | 2004            |
| 7  | Lagrimas         | Lacrime               | 15 luglio 2002 | 2004            |
| 8  | Hierophant       | Sfida al passato      | 22 luglio 2002 | 2004            |
| 9  | Veritas          | La verità             | 5 agosto 2002  | 2004            |
| 10 | Parabolic        | Mondo parabolico      | 12 agosto 2002 | 2004            |
| 11 | Palindrome       | Il potere del sangue  | 19 agosto 2002 | 2004            |
| 12 | Ubique           | Onnipresente          | 26 agosto 2002 | 2004            |

## Emersione
- Titolo originale: Emergence
- Diretto da: Joe Chappelle
- Scritto da: Ralph Hemecker e Jorge Zamacona

## La lancia del destino
- Titolo originale: Destiny
- Diretto da: David Carson
- Scritto da: Ralph Hemecker, Jorge Zamacona e William J. MacDonald (sceneggiatura); Jorge Zamacona e William J. MacDonald (soggetto)

## L'infiltrato
- Titolo originale: Agape
- Diretto da: Paul Holahan
- Scritto da: Paul Barber e Larry Barber

## Il cacciatore
- Titolo originale: Consectatio
- Diretto da: Neill Fearnley
- Scritto da: Richard C. Okie

## Abisso
- Titolo originale: Static
- Diretto da: Neill Fearnley
- Scritto da: Larry Barber e Paul Barber

## Inchiodato
- Titolo originale: Nailed
- Diretto da: Rick Rosenthal
- Scritto da: Richard C. Okie

## Lacrime
- Titolo originale: Lagrimas
- Diretto da: James Whitmore, Jr.
- Scritto da: Jorge Zamacona

## Sfida al passato
- Titolo originale: Hierophant
- Diretto da: Paul Holahan
- Scritto da: Roderick Taylor e Bruce Taylor

## La verità
- Titolo originale: Veritas
- Diretto da: Paul Abascal
- Scritto da: Jorge Zamacona

## Mondo parabolico
- Titolo originale: Parabolic
- Diretto da: Anghel Decca
- Scritto da: Jenny Beck e Ralph Hemecker

## Il potere del sangue
- Titolo originale: Palindrome
- Diretto da: Paul Holahan
- Scritto da: Roderick Taylor e Bruce Taylor

## Onnipresente
- Titolo originale: Ubique
- Diretto da: Bradford May
- Scritto da: Richard C. Okie e Ralph Hemecker